# Christian Meier (historyk)
Christian Meier (ur. 16 lutego 1929 w Stolp in Pommern) – niemiecki historyk i emerytowany profesor na Uniwersytecie Ludwika i Maksymiliana w Monachium. 
Zajmuje się historią Aten i późnej Republiki Rzymskiej, a także metodologią badań historycznych, antropologią historyczną, historią języka niemieckiego, zagadnieniami pamięci historycznej w kontekście zbrodni hitlerowskich. 
W Polsce ukazała się jedna z jego prac, pt. Powstanie polityczności u Greków, którą wydało wydawnictwo Teologii Politycznej.